# Odell (Bedfordshire)
Pour les articles homonymes, voir Odell.
Odell est une paroisse civile et un village du Bedfordshire, en Angleterre.